# Divisões administrativas em 1937
Nesta página encontrará referências aos acontecimentos directamente relacionados com a regiões administrativas ocorridos durante o ano de 1937.

## Eventos
- 6 de maio - Fundação do Município de Mandaguari - PR
- 24 de julho - Amadora (Portugal), foi elevada a vila.
- 6 de setembro - Fundação do Município de Boituva - SP
- 6 de novembro - Portugal: O Luso é elevado à categoria de vila.
- 8 de agosto - É fundada no interior de São Paulo a cidade de Votuporanga
- Transferência da capital do estado de Goiás, de Cidade de Goiás para Goiânia (Brasil)